# 運河時代

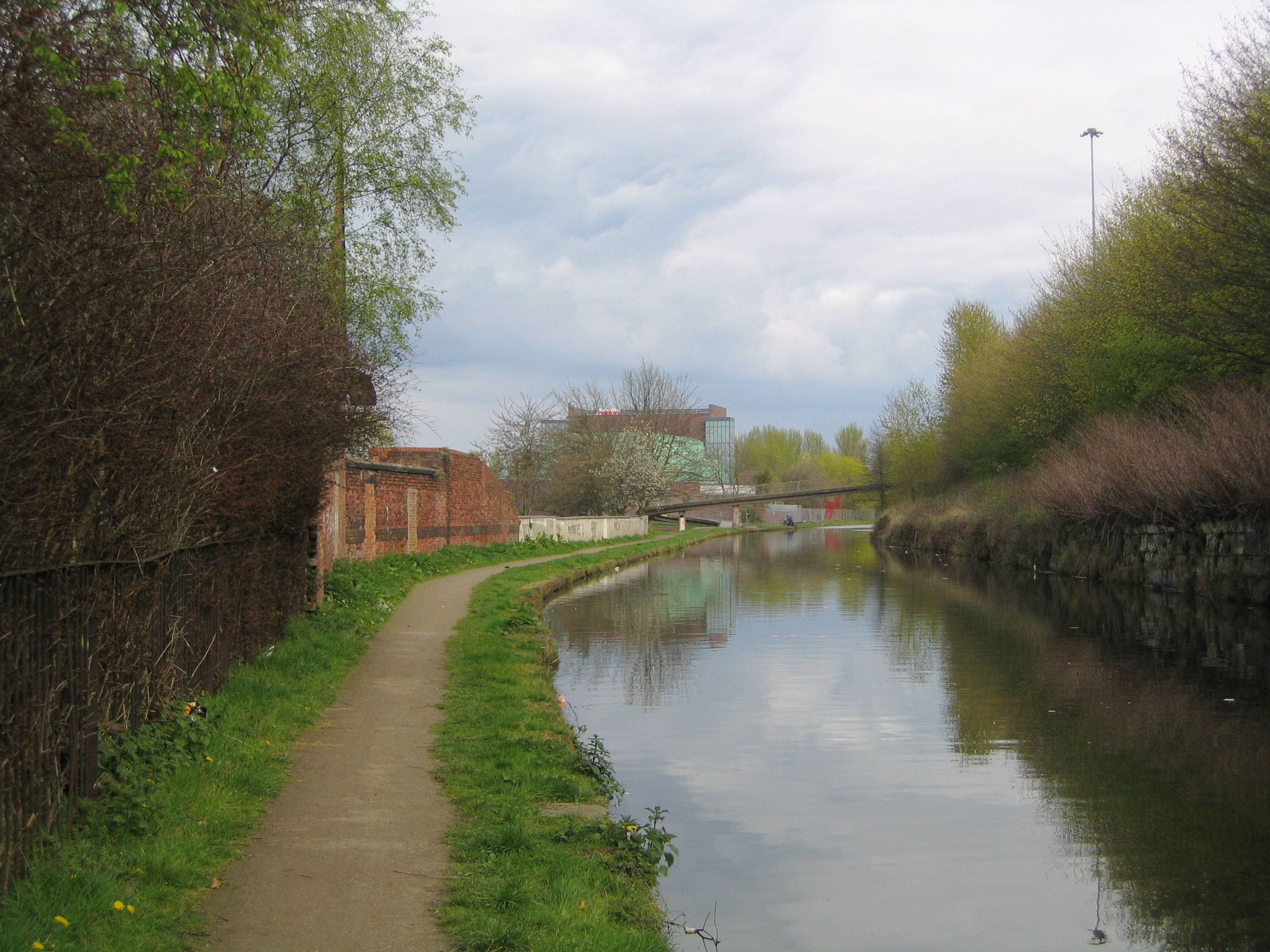
ブリッジウォーター運河

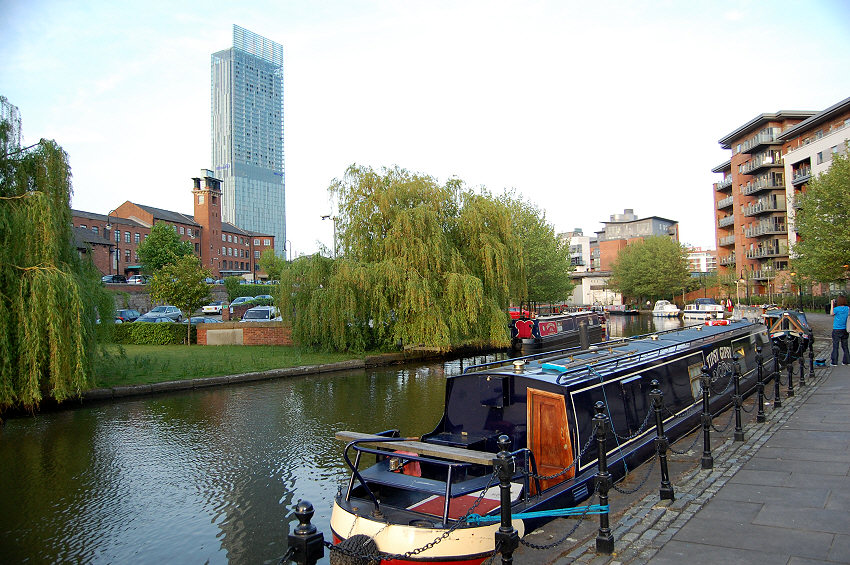
ブリッジウォーター運河（マンチェスター市内）

運河時代（うんがじだい、英: canal age）は、イギリスにおいて運河を利用した水運が盛んであった1760年代から1830年代の時期を指す。運河による大量の物流は初期産業革命を支える原動力となった。
イギリスでは海洋や河川を使った水運が古くから盛んであったが、それが却って運河建設の機運を阻害した。だが、産業革命の開始とともに内陸部でも鉱山や炭田の開発や工業化・都市化が進展し、河川や海洋の利便の無い地域でも大量輸送の必要性が高まっていった。
1761年、ワースリー炭鉱を所有していた第3代ブリッジウォーター公爵フランシス・エジャートンが、炭鉱とマンチェスターを結ぶ運河を建設し、更に6年後には技師ジェームス・ブリンドリー（en）の助力を得て4年間の工事の末にこれをリヴァプールのマージー川河口にまで伸ばした（ブリッジウォーター運河（en））。これによってマンチェスターでの石炭価格は半減し、石炭輸送費の大幅な削減と大量輸送に成功したブリッジウォーター公は莫大な収益を得た。その後、ブリンドリーは、「大幹線運河（Grand Trunk Canal）」構想を立ち上げ、その基礎となる延長150kmのトレントマージー運河（en）の建設に乗り出した。ブリッジウォーター運河の成功を見た投資家たちの支援を得て建設は順調に進んだ。ブリンドリーは1772年に没したが、その後継者たちによって1777年に運河は全通し、以後イギリス各地で運河建設が進み、特に1790年代前半には「運河熱（canal mania）」と呼ばれる投資ブームが発生した。

ジョン・コンスタブルによる1822年の絵画『ハムステッドのアドミラルズ・ハウス』。ロンドン北部のハムステッドを馬にひかれてゆくはしけ船

運河の開通によって従来陸上輸送が困難であった穀物・鉄鉱・石炭・陶土・塩・食料品などの物資の輸送が低廉かつ大量に行えるようになった。種類によって差はあるものの、運河による水運の輸送費は陸上のそれの3割程度であったと言われている。また、輸送費の低減は市場の拡大にもつながった。更に交通の利便が良くなり、未開地の開発が新興するとともに新たな都市が成立し、人口分散を促した。そして、運河自体の建設・維持管理や橋梁・艀・ボート（ナロウボート）などの関連物の製造のために技術者育成が行われ、雇用が創出された。こうした状況は産業革命の展開のための基盤整備につながり、また更なる運河への建設と投資につながった。
運河に対する過剰な投資を防止するために、運河の建設・運営は議会による個別法で認められた株式会社方式による運河会社に委ねられることとなった。こうした運河会社は貴族や地主・炭鉱や工場を運営する資本家によって主として経営され、更に銀行や地元の中小商工業者も積極的に投資を行った。1802年までの半世紀間に運河会社に投じられた資金は約1300万ポンドに上るといわれている。
だが、一方で問題も多く抱えていた。まず、運河会社と運送業者が別箇に経営され、しばしば運河会社側が独占的な地位を利用して通航料金を引き上げて運送業者を圧迫する一方、運送業者も利用者に対して高額料金を請求して利益を貪る場合があった。また、各運河のゲージが不統一であり、運河間の乗り入れが困難で接続地点での荷物の積み替えを要する場合もあった。更に運送業者のボートは小型のものが多く、ほとんどが10トン以下であった。そして致命的であったのは、ボートを動かす動力は人力もしくは馬などによる牽引以外の方法が無かったために、最高時速は3.5ノット（約6.5km）がやっとでかつ速度の維持も不安定で、そのために正確な時間に基づく運行が不可能であったことである。
そのために鉄道が登場すると、運河会社・運送業者の激しい抵抗にもかかわらず、鉄道に輸送の主導権を奪われることになるのである（なお、皮肉なことに蒸気機関車による最初の本格的な鉄道となったリバプール・アンド・マンチェスター鉄道は、最初の本格的な運河であったブリッジウォーター運河の高い価格設定に対抗するために建設されている）。